# Comuna Mahdalivka, Pidvolociîsk
Mahdalivka (în ucraineană Магдалівка) este o comună în raionul Pidvolociîsk, regiunea Ternopil, Ucraina, formată din satele Mahdalivka (reședința), Mîtnîțea și Teklivka.

## Demografie
Componența lingvistică a comunei Mahdalivka
     Ucraineană (99,91%)
     Alte limbi (0,09%)
Conform recensământului din 2001, majoritatea populației comunei Mahdalivka era vorbitoare de ucraineană (99,91%), existând în minoritate și vorbitori de alte limbi.